# Nils Ljunggren (jurist)
Nils Gustav Ljunggren, född 15 oktober 1934 i Lund, död 21 augusti 2019, var en svensk jurist som var  lagman i Halmstads tingsrätt från 1980 till 2001.
Ljunggren blev juris kandidat vid Lunds universitet 1958 och genomförde sin tingstjänstgöring 1958–1961 innan han 1962 blev fiskal i Göta hovrätt. Han blev byråchef 1968 och rådman i Jönköpings tingsrätt 1972. 1978 blev han byråchef i Domstolsverket för att 1980 bli lagman i Halmstads tingsrätt.
Ljunggren var son till professor K G Ljunggren och hans maka Eva, född Lundahl. Han var från 1963 gift med Gisela, jur. kand., född Stålhammar 1933.